# Jan Lybeck
Jan Lybeck es un deportista sueco que compitió en vela en las clases Star y Soling. Ganó una medalla de oro en el Campeonato Europeo de Star de 1967 y dos medallas en el Campeonato Mundial de Soling, oro en 1970 y bronce en 1973.

## Palmarés internacional
| Campeonato Europeo | Campeonato Europeo | Campeonato Europeo | Campeonato Europeo |
| Año                | Lugar              | Medalla            | Clase              |
| ------------------ | ------------------ | ------------------ | ------------------ |
| 1967               | Cascaes (Portugal) | Medalla de oro     | Star               |

| Campeonato Mundial | Campeonato Mundial  | Campeonato Mundial | Campeonato Mundial |
| Año                | Lugar               | Medalla            | Clase              |
| ------------------ | ------------------- | ------------------ | ------------------ |
| 1970               | Poole (Reino Unido) | Medalla de oro     | Soling             |
| 1973               | Quiberon (Francia)  | Medalla de bronce  | Soling             |